# Charles Joseph Vervoitte
Charles Joseph Vervoitte (Aire-sur-la-Lys, 1819 o 1822 - Passy-lès-Paris, actualment part de París, 1884) fou un compositor francès. Fou mestre de capella i professor de música a Boulogne-sur-Mer després exercí les funcions de mestre de capella de la Catedral de Rouen, el 1858, a l'església de Sant Roc de París i, finalment les de mestre de cant de Notre-Dame de París. El 1862 fundà la Societat Acadèmica de Música Religiosa i Clàssica, a la que consagrà gran activitat i entusiasme. Va compondre nombroses obres religioses d'un excel·lent i pur estil.